# Paganelli (entreprise)
Pour les articles homonymes, voir Paganelli.
La firme Paganelli a été fondée à Naples en 1946 avec pour ambition la construction de voitures de sport. Elle a fermé ses portes en 1955.

## Histoire
Paganelli est fondé à Naples en 1946 par Sabatino Paganelli, un pilote automobile. L'entreprise est un petit atelier qui prépare d'abord des voitures de série, des Fiat 500 et 1100, puis a diversifié sa production à partir des pièces mécaniques Alfa Romeo 2300  et Lancia produisant des voitures de sport à deux places pour la compétition.
L'entreprise a continué son activité jusqu'au milieu des années 1950,.